# Odilo Scherer
Pour les articles homonymes, voir Scherer.
Odilo Pedro Scherer, né le 21 septembre 1949 à Cerro Largo, dans l'État brésilien du Rio Grande do Sul, est un cardinal de l’Église catholique, archevêque de São Paulo au Brésil depuis 2007.

## Biographie

### Enfance et études
Odilo Pedro Scherer est né le 21 septembre 1949 à Cerro Largo au Brésil de Edwino et Francisca Scherer (née Steffens). Il est un cousin du cardinal archevêque de Porto Alegre, Alfredo Vicente Scherer. Il a suivi l'ensemble de ses études au Brésil jusqu'à la prêtrise. Deux décennies plus tard, il a repris ses études à l'Université pontificale grégorienne à Rome, obtenant un doctorat de théologie (1988-1991) et un master en philosophie (1994-1996).

### Prêtre et ministères
Ordonné prêtre le 7 décembre 1976, son ministère sacerdotal est marqué par l'enseignement dans différentes institutions : le séminaire diocésain São José, à Cascavel, le centre interdiocésain de théologie de Cascavel, le séminaire diocésain « Maria Mãe da Igreja » à Toledo, la faculté des sciences humaines « Arnaldo Busatto » (professeur de philosophie) à Toledo encore, à l'« Universidade Estadual do Oeste do Paraná », toujours à Toledo et à l'Institut de théologie Paul-VI de Londrina (professeur de théologie).
Il a exercé en parallèle un ministère paroissial comme vicaire puis curé de la cathédrale du Christ-Roi de Toledo.
Sur le plan régional et national et mondial, il a été membre de la Commission nationale pour le clergé de la Conférence nationale des évêques du Brésil, membre de la commission de théologie du « Regional Sul II » et consulteur de la Congrégation pontificale pour les évêques.

### Évêque

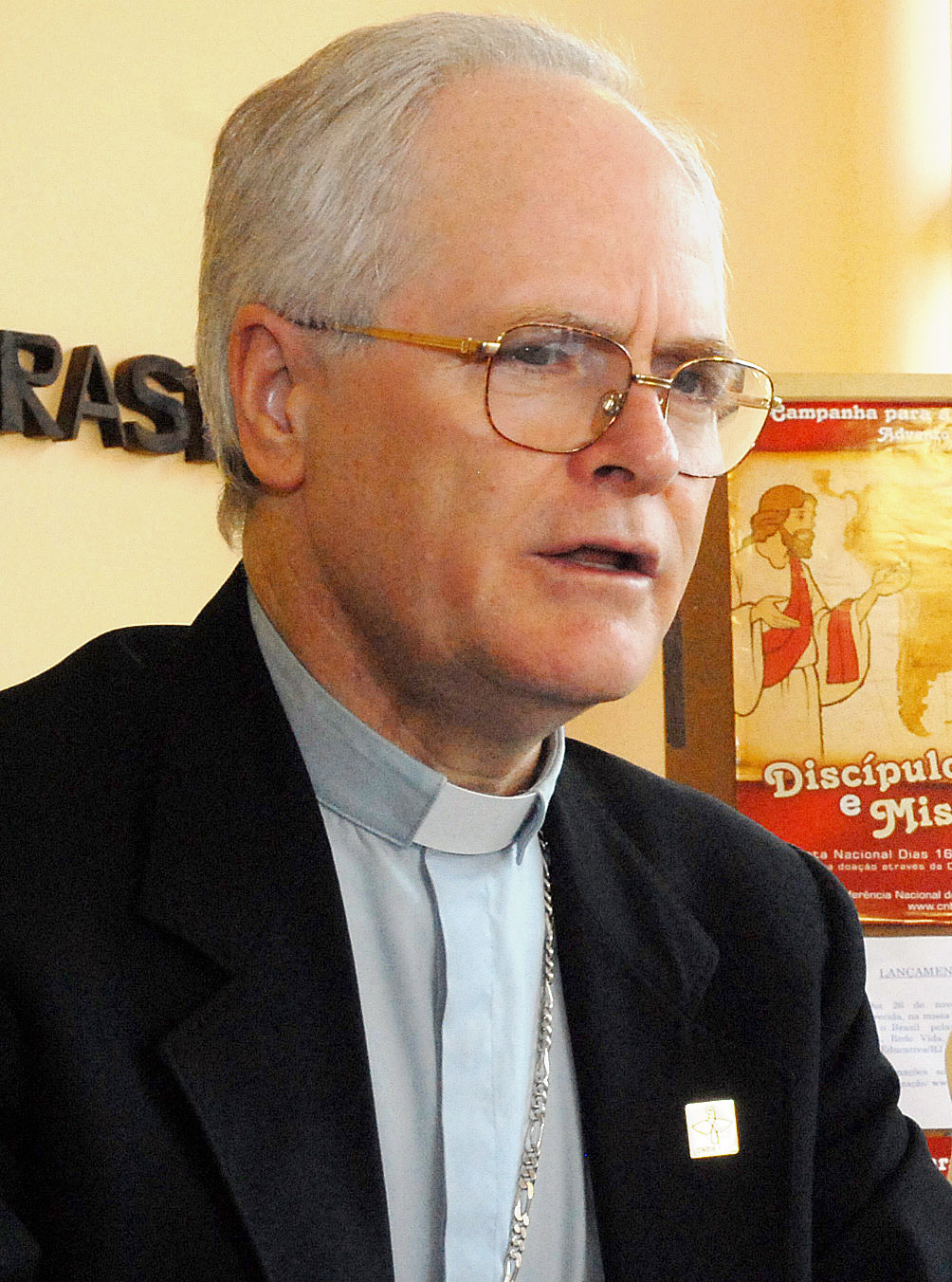
Photo datée de 2006 et prise au Brésil.

Nommé évêque titulaire (ou in partibus) de Novi (de) et évêque auxiliaire de São Paulo le 28 novembre 2001, il a été consacré le 2 février 2002 par le cardinal Claudio Hummes, archevêque de São Paulo. Il est nommé archevêque de ce diocèse le 21 mars 2007 à la suite de la nomination du cardinal Hummes à Rome.
En plus de ses responsabilités diocésaines, il est resté très présent sur la scène nationale et régionale comme secrétaire général de la conférence épiscopale brésilienne de 2003 à 2007 et secrétaire général adjoint de la Cinquième Conférence générale de l'épiscopat latino-américain et des Caraïbes (organisée par le Conseil épiscopal latino-américain) qui s'est déroulée en 2007 à Aparecida en la présence du cardinal Bergoglio, futur pape François, et du pape Benoît XVI.

### Cardinal
Il a été créé cardinal par Benoît XVI lors du consistoire du 24 novembre 2007 avec le titre de cardinal-prêtre de Sant’Andrea al Quirinale.
Le 12 juin 2008, il est nommé membre de la Congrégation pour le clergé. Il participe au conclave de 2013 qui élit François ainsi qu'au conclave de 2025 qui élit Léon XIV.
Le 6 août 2020, il fait partie des six nouveaux cardinaux nommés par François au Conseil pour l'économie du Vatican,.

## Succession apostolique
Odilo Scherer a ordonné les évêques suivants :
- Évêque Tarcísio Scaramussa (pt), S.D.B. (2008)
- Évêque Antônio Carlos Rossi Keller (pt) (2008)
- Évêque Antônio Emídio Vilar (pt), S.D.B. (2008)
- Évêque Milton Kenan Júnior (pt) (2009)
- Archevêque Júlio Endi Akamine (pt), S.A.C. (2011)
- Évêque Elio Rama (pt), I.M.C. (2012)
- Évêque José Roberto Fortes Palau (pt) (2014)
- Évêque Carlos Lema Garcia (pt) (2014)
- Évêque Devair Araújo da Fonseca (pt) (2015)
- Évêque Eduardo Vieira dos Santos (pt) (2015)
- Évêque Luiz Carlos Dias (pt) (2016)
- Évêque José Benedito Cardoso (pt) (2019)
- Évêque Jorge Pierozan (pt) (2019)
- Archevêque Ângelo Ademir Mezzari (pt), R.C.I. (2020)
- Évêque Carlos Silva (pt), O.F.M.Cap. (2021)
- Évêque Rogério Augusto das Neves (pt) (2022)
- Évêque Cícero Alves de França (pt) (2022)
- Évêque Valdir José de Castro, S.S.P. (2022)
- Évêque Algacir Munhak (pt), C.S. (2022)
- Évêque Edilson de Souza Silva (pt) (2024)